# جيف سميث (لاعب كرة قدم أمريكية أمريكي)
جيف سميث (بالإنجليزية: Jeff Smith)‏ هو لاعب كرة قدم أمريكية أمريكي، ولد في 25 مايو 1973 في ديكاتور في الولايات المتحدة.

## وصلات خارجية
- جيف سميث على موقع مرجع كرة القدم المحترفة.كوم (الإنجليزية)